# Тернопільська спеціалізована школа № 3
Тернопільська спеціалізована школа № 3 з поглибленим вивченням іноземних мов — загальноосвітній середній навчальний заклад міста Тернополя. Один з перших середніх навчальних закладів міста. Нині приміщення школи знаходиться на вулиці М. Грушевського, 3.
Школа — тричі переможець загальнотернопільського конкурсу «Школа року».

## Історія
Середня школа № 3 відкрилась у жовтні 1939 року. Навчалось у ній 640 учнів. У часи Другої світової війни, особливо в 1942—1943 роках, оскільки йшли великі бої, ніхто в місті не займався питаннями народної освіти.
Навчальний процес у школі відновився 6 квітня 1944 року. Тоді відкрилося 7 масових шкіл, у яких навчалось 4265 дітей.
Після величезної руйнації, завданої під час міських боїв Другої світової війни, кожен тернополянин зобов'язався відпрацювати на розчистці міста 100 годин, зокрема і школярі середньої школи № 3: вони упорядковували дитячі майданчики, озеленювали вулиці, розчищали місто від звалищ. Учні школи брали участь у ліквідації неписьменності; працювали вчителями в робітничих осередках.
У 1946—1950 рр. школа нараховувала 24 відділи (класи). У ній навчалось 808 учнів. Зокрема, у 11 початкових відділах (1-4 кл.) — 432 учні, у 6 відділах (5-6 кл.) — 203 учні, у 7 відділах (8-11 кл.) — 173 учні. Школу відвідували також діти з ближніх сіл: Березовиці, Острова, Іванівки.
З особливою увагою вчителі школи ставились до 17 сиріт. Для них був організований спеціальний фонд, який складався з добровільних внесків батьків. Родини ділились грішми, одягом, взуттям. У 1946 році фонд становив 4000 крб. Значну допомогу було надано школі завідувачкою міськвно А. Русовою.
Педагогічний колектив школи складався з 42 вчителів, 9 з яких працювали за сумісництвом.
15 жовтня 1949 року відкрито два відділи педагогічного ХІ класу, де навчалось 50 учениць. Їхня стипендія становила 200 крб. У школі працювали різноманітні гуртки: літературний, фізичний, історичний, географічний, математичний, юннатів, драматичний, балетний, хоровий, спортивний.
У 1951 році введено викладання німецької та французької мов. 20 січня 1952 відкрився клуб старшокласників, яким завідував В. Рижак. У школі вперше створено батьківський комітет, головою якого став О. Ткачук, секретарем І. Дячишин. Адміністрація навчального закладу спільно з батьками вирішувала всі злободенні питання.
Спорт починає займати провідне місце у житті школи. Значкістами БТПО стали 87 учнів, ГПО — 44 учні. У навчальні програми було введено логіку та психологію.
Школа отримала ділянку землі площею 44 га. Учні та вчителі стали активними учасниками польових робіт, селекціонерами, овочівниками, заготівельниками. Зібраний урожай поповнював запаси шкільної їдальні.
У 1954 році учні школи включились в акцію «Допомога цілинникам». Колективом школи було зібрано 500 книг у подарунок бібліотекам Казахстану. У 1955 р. розпочали свою роботу струнний домровий оркестр (керівник Шонь), танцювальна група, яка була визнана найкращою у міському конкурсі-огляді.
Рішенням Виконавчого комітету Тернопільської міської ради депутатів трудящих від 28 серпня 1956 р. школі передано приміщення по вул. Київській (нині Грушевського), 3, побудоване у 1954 році за типовим проєктом № 34.
|  | Витяг з протоколу №16 виконкому Тернопільської міської ради депутатів трудящих від 28.08.1956 р. №501 «Про затвердження акту приймальної комісії по здачі будинку №3 по вулиці Київській, 3 в експлуатацію та відкриття середньої школи №3» Виконком Тернопільської міської ради депутатів трудящих вирішив відкрити середню школу № 3 по вулиці Київській, 3. Заступник голови виконкому Тернопільської міської ради депутатів трудящих В. Кононенко Секретар Виконкому Тернопільської міської ради депутатів трудящих О. Мамарук |

Учні та батьки допомагають обладнувати нові кабінети, розставляти меблі, упорядковувати територію. У 1957 році біля школи був закладений сад, який став об'єктом старанної уваги дітей. Родзинкою у діяльності навчального закладу стала робота шкільного радіовузла. Оголошено конкурс на радіокореспондентів. Право бути ними вибороли М. Сова, Н. Козлюк, Н. Дяченко, Л. Ткачук. Директорами працювали О. Семпара, Б. Сова, Д. Кащишин. Обладнано слюсарну, столярну та швейну майстерні. Зав'язується листування учнів з ровесниками з Польщі, Німеччини. У 1959 р. створено новий кабінет з основ виробництва. Вихованці школи мали можливість отримати права водія.
З 1960 року в школі вивчаються три іноземні мови: французька (К. Гоголенко), англійська (К. Шовкопляс) та німецька (Т. Фінґер).
У 1962 році розпочав свою роботу ансамбль баяністів під керівництвом Й. Найдуха. З ініціативи заступника директора Л. Ткачук збудували сцену. На оглядах художньої самодіяльності школа займала перше місце. Вечорами проводили репетиції, учні самостійно готували костюми. Була створена аматорська акторська трупа, якою керували Л. Ткачук та заслужена артистка України М. Клименко. Хор школи складався з 200 учнів (керівники І. Кобилянський та В. Верней).
У 1991 році на базі середньої школи № 3 створено першу в місті гуманітарну гімназію.
|  | Рішення виконавчого комітету Тернопільської обласної ради народних депутатів від «28» травня 1991 року № 132 «Про відкриття на базі Тернопільської середньої школи № 1 ім. Ів. Франка фізико-математичної і Тернопільської середньої школи № 3 гуманітарної гімназії З метою забезпечення високого рівня фундаментальної і допрофесійної підготовки учнівської молоді, яка має здібності і нахили до фізико-математичних і гуманітарних предметів та відповідно до концепції української національної школи в області, виконком обласної Ради народних депутатів вирішив: 1. Відкрити з 1 вересня 1991 року на базі Тернопільської середньої школи № 1 ім. І. Франка фізико-математичну і Тернопільської середньої школи № 3 гуманітарну гімназії. 2. Управлінню народної освіти (Хаварівський Б. В.), фінансовому управлінню облвиконкому (Баранець Я. Д.), виконкому Тернопільської міської Ради народних депутатів (Негода В. А.) підгодувати необхідні документи для функціонування гімназій, створити для них належну матеріальну базу, укомплектувати висококваліфікованими педагогічними кадрами і спеціалістами, а також вирішити всі фінансові питання, пов'язані з діяльністю цих навчальних закладів. 3. Контроль за виконанням даного рішення покласти на заступника голови облвиконкому Романюка А. Й. Перший заступник голови виконкому обласної Ради народних депутатів Б. Ф. Бойко Керуючий справами виконкому обласної Ради народних депутатів І. В. Ткачук |

Вона налічувала 6 класів: два 1-і (вчителі О. Дрогобицька, Т. Копка), два 2-і (О. Полісвят, Т. Пасічник), один 3-й (Гребенюк Л.), один 5-й (класний керівник М. Гандзій). Зарахування проводилось двома турами, в ході яких перевірялись: техніка читання, образне мислення, лічба, логіка, музичний слух, пам'ять, просторова уява. Педагоги-психологи визначали готовність семиліток до навчання за допомогою системи спеціальних тестів. Для зарахування у 2—5-ті класи враховувались рекомендації класоводів, вчителів англійської мови, результати контрольних замірів знань з математики, української мови, психологічних тестів.
У навчальний план школи-гімназії введено нові предмети: у 1-3 класах: комп'ютерні ігри, людина і світ, культура поведінки, музика і рух, каліграфія, творча праця; у 5-х кл.: інформатика, рукоділля і праця, культура поведінки, світ спілкування, основи релігії, основи філософії, хореографія.
У 1996 році навчальний заклад реорганізовано в Тернопільську спеціалізовану середню загальноосвітню школу № 3 з поглибленим вивченням іноземних мов.

## Директор(к)и школи
- Йосип Дмитрович Фалендиш — 1944—1954
- Михайло Григорович Кушнірський — 1954—1962
- Ганна Степанівна Войнова — 1962—1964
- Павло Григорович Замрига — 1964
- Володимир Миколайович Луцик — 1964—1973
- Петро Федорович Наконечний — 1973—1978
- Степан Іванович Дудяк — 1978—1984
- Левон Володимирович Вартабедян — 1984—1986
- Борис Романович Кордуба — 1986—1990
- Степан Іванович Дудяк — 1990–2016
- Надія Дмитрівна Будій — 2016—2018

## Відомі випускники
- Мар'ян Довганик (нар. 1991) — український вікіпедист, журналіст.
- Ігор Киналь (1982—2008) — український військовик, миротворець. Загинув у Косові. 21 квітня 2008 року на будівлі школи встановлено меморіальну дошку;
- Ігор Луців (нар. 1959) — український вчений у галузі інженерної механіки;
- Ігор Мисула (нар. 1958) — український вчений у галузі медицини;
- Володимир Пасько (1946—2014) — начальник Військово-медичної академії;
- Андрій Сибіга (нар. 1975) — український дипломат, правник;
- Ігор Сибіга (нар. 1976) — український дипломат, правник;
- Валерій Яцюта (1941—2008) — головний лікар Тернопільської міської лікарні № 3.